# FUNKASIS
FUNKASIS（ファンカシス）は、アメリカで結成して、日本で形になった、FUNKYで、GROOVYで、LOUDなミクスチャーファンク/ロックバンド。
日本で活動しているアメリカ人と日本人の５人で構成。
バンド名の由来は、「癖のある」という意味の軽いアメリカ英語の俗語「FUNK」と、「ありのまま」「無条件受取り」という意味の「AS IS」を組み合わせた造語である。
つまり、『変り者という事実を受け入れ、それでも自分に誇りを持つ』と意味をもつ。

## メンバー

### Ureino（ウレイノ）
- 誕生日： 7月25日
- 出身地：日本の神奈川県
- 担当　：リードボーカル、ラップ、作詞

### MoRooKa（モルーカ）
- 誕生日：2月2日
- 出身地：日本の広島県
- 担当  ：ボーカル、ギター、作曲、作詞

### OZMO (オズモー）
- 誕生日：9月17日
- 出身地：アメリカのハワイ州、ホノルル
- 担当  ：ボーカル、ラップ、ベース、作曲、作詞、編曲

### MeNN（メンン）
- 誕生日：1月20日
- 出身地：日本の大阪
- 担当　：ドラム

## 経歴
2008年
10月 - 当時OZMOが友人と結成していたコピーバンドにMoRooKAが誘われ、ライヴ終了後FUNKASISを結成。
2009年
03月 - 2010年3月末までインストゥルメンタルユニットとして作曲を続ける。
オープンマイク等でライヴを行った際、MoRooKaのギターを聴いて涙する女性も。
OZMOのスラップは、過去に所属していたレーベル会社の頃から注目を浴びていた。
MoRooKaが大学卒業後ハワイで活動を続けるのはビザの問題で難しいという事だったので、
03月 - 日本の永住権を持つOZMOは大学卒業後、日本に引っ越し活動を始める。
2012年
06月 - MoRooKaが日本に移住。生活が落ち着き活動再開。
08月 - サポートメンバーとして、UreinoとMeNNが加入。しかし、スケジュールが合わず中々集まれない年となった。
2013年
02月 - 初めてメンバー皆で揃い、スタジオに入る。1スタジオで6曲が完成し、2月25日に初ライヴを渋谷 屋根裏で行った。
03月 - 公式サイト経由で、ライヴの誘いを沢山受けるようになり、毎月2～3回を限度に活動をするようになる。
04月 - 天下一音楽会で１位通過で勝ち進むが、7月の準決勝では惜しくも２位になる。
　　　　- ライヴ活動開始2か月目で100人の前で演奏。
05月～06月 - 200人以上の前でライヴをする。
07月 - 350人の前で演奏。
08月 - 室内夏フェス「ZEROPOLY FES Vol.01」を開催する。１stミニアルバム「Room 202」のレコ発イベントでもある。
09月 - TOHO ENTERTAINMENT主催の「お～でぃえんすⅤ」テレビ収録ライヴに参加。
10月 - 甲殻類企画コンピレーションアルバム「青雲之志」の為、新曲「SKIN」のレコーディング完了。（2014/02/28 - 全国タワーレコードにて販売）
11月 -レディオ湘南にてラジオインタビューを生出演で受ける。
12月 - 12月15日 テレビ埼玉 「お～でぃえんすⅤ」にてFUNKASISのライヴ映像が初めて放送される。
- DEPARTURE HOUSEでアルバムを発表されると同時に、要注目アーティストとしてコメントされる。
2014年
01月 - レディオ湘南にてFUNKASISのライヴ音源がPICKUP ARTISTのセクションで放送される。
02月 - 渋谷RUIDO K2にてFUNKASIS日本での活動一周年イベントを企画。202号室を狙うと同時に、たまたまMoRooKaの誕生日だということから2月2日に決定。
　　　　- 2月16日に深夜音楽「お～でぃえんすⅤ」にて放送。
03月 - 3月16日に再び「お～でぃえんすⅤ」にて放送。
- テレビ出演 ＠ 深夜音楽番組「お～でぃえんすV」！
- ドラマーMeNNの卒業ライヴ　＠　新宿FNV！
04月 - SALTY DOG主催イベントに出演！
- 新ドラマーTAQAMU加入！
05月 - 新メンバー召喚儀式　＠　新宿ヘッドパワー
06月 - 渋谷AUBE ～AUBE８周年記念イベント
07月 - Club Lizard Yokohama - FUNKASIS x Lizard Presents「RAGING NERVE RUSH」
08月 - ZEROPOLY FES Vol.02 [2DAYS @ TOKYO + OSAKA ]
- 8/22 TOYKO @ 渋谷サイクロン
- 8/23 OSAKA @ 心斎橋バロン
09月 - 主催イベントOZMO FEST ＠ 渋谷ミルキーウェイ（OZMOバースデーイベント）
　　- TAQAMU脱退
　　- KEEBO加入
11月 - FUNKASIS復活ライヴ　＠　渋谷チェルシーホテル
- CHAD加入
2015年
01月 - ALCOHOL MARIA Vol.9出演
02月 - FUNKASIS日本結成2周年記念、「Room202」を渋谷サイクロンにて開催
03月 - FREE MONKEY主催イベント「なめたらあかんぜよ」に出演
04月 - FUNKASISアメリカ出演。＠ THE MILL（ハワイ）
05月 - FUNKASIS x 渋谷サイクロン Presents「NOIZE OF KINGS FESTIVAL Vol.01」
- Super Alcohol Dance Rock Party @ 渋谷チェルシーホテル
06月 - Ureino脱退の為活動休止。
2025年
04月 - FUNKASISオリジナルメンバーでの再結成を発表

## ROOM 202
ホリデーマノア202号室。ギターボーカルのMoRooKaがハワイで昔住んでいたマンション（Holiday Manoa）の部屋番号。
この部屋でFUNKASISが結成され、毎日のようにパーティーが行われ、誰もが土足でも歓迎されていた。この「２０２号室」を日本に持ってきたいというOZMOとMoRooKaの強い気持ちに応え、Ureinoがオリジナル曲、「Holiday Manoa」のイントロで、オーディアンを202号室へ来いと煽る。これが切っ掛けで、この曲では皆がステージに上がる事ようになる。

## ディスコグラフィ

### アルバム
|     | 発売日        | タイトル | 規格   | 規格品番  | 収録アルバム                   |
| --- | ------------- | -------- | ------ | --------- | ------------------------------ |
| 1st | 2013年8月18日 | Room 202 | 12cmCD | ROOM-2021 | FUNKASIS                       |
| 2nd | 2014年2月28日 | 青雲之志 | 12cmCD | CAS-2140  | 甲殻類コンピレーションアルバム |